# Махмудов, Махмуд Гаджулаевич
Махму́д Гаджула́евич Махму́дов (26 августа 1953, Ашага-Яраг, Магарамкентский район, Дагестанская АССР, СССР) — российский государственный деятель, заместитель Председателя Народного Собрания Республики Дагестан шестого созыва, Первый секретарь Дагестанского республиканского комитета КПРФ. Ранее являлся депутатом Государственной Думы четвёртого созыва (2003—2007). Первый секретарь Дагестанского республиканского комитета КПРФ.

## Биография
Родился 26 августа 1953 года в селе Ашага-Яраг Магарамкентского района Дагестанской АССР. По национальности лезгин. В 1975 году окончил Дагестанский политехнический институт по специальности «инженер-технолог». С отличием в 1992 году окончил Северо-Кавказский социально-политический институт (г. Ростов-на-Дону), в 2006 году — аспирантуру Российской Академии государственной службы при Президенте России

### Карьера
В 1975 году работал инженером-технологом Михайловского консервного завода Волгоградской области.
С 1976 по 1981 год — инструктор Советского РК ВЛКСМ и ГК ВЛКСМ г. Махачкалы, второй секретарь Советского райкома ВЛКСМ г. Махачкалы.
С 1981 года работал инструктором орготдела Советского РК КПСС г. Махачкалы, Махачкалинского горкома КПСС.
В 1988—1990 годах — секретарь, второй секретарь Кировского РК КПСС г. Махачкалы.
С 1990 по 1991 год являлся ответорганизатором отдела Дагестанского обкома КПСС.
В 1991—1996 годах — заместитель председателя Кировского райсовета народных депутатов, заместитель главы администрации Кировского района г. Махачкалы.
В 1996 году и с 1999 по 2003 год был помощником депутата Государственной Думы Федерального Собрания РФ Решульского С. Н.
С 1996 по 1999 год являлся депутатом, работающим на постоянной профессиональной основе в Комитете Народного Собрания Республики Дагестан по межнациональным отношениям, внешним связям, делам общественных объединений и религиозных организаций.
С 1998 года — Первый секретарь Дагестанского республиканского комитета КПРФ. В 2001 году избран членом Центрального комитета КПРФ.
В 2003—2007 годах — депутат Государственной Думы Федерального Собрания Российской Федерации IV созыва, член комитета Госдумы по бюджету и налогам, член Комиссии по проблемам Северного Кавказа.
С 2008 по 2011 год работал ведущим референтом аппарата фракции «КПРФ» в Госдуме ФС РФ, помощником депутата Госдумы.
С 2012 по 2016 год — заместитель председателя Комитета Народного Собрания РД по экономической политике.
Избирался депутатом Народного Собрания Республики Дагестан первого, пятого и шестого созывов.
С сентября 2016 года по настоящее время — заместитель Председателя Народного Собрания Республики Дагестан шестого созыва.
Первый секретарь Дагестанского республиканского комитета КПРФ, руководитель фракции «КПРФ» в Народном Собрании РД.

### Награды
Награжден орденом «За заслуги перед Республикой Дагестан», Почетной грамотой Государственной Думы Федерального Собрания Российской Федерации.

## Семья
Женат, отец четверых детей.